# Грэден, Брайан
Брайан Грэден (англ. Brian Graden, родился 23 марта 1963 года в Хилсборо, Иллинойс, США) — американский медиаменеджер и телевизионный продюсер.
Начав работать на телевидении, он довольно быстро стал директором Fox Broadcasting Company. В настоящее время Грэден является президентом вещания каналов MTV, VH1, CMT, Logo. Грэден известен тем, что именно он способствовал широкому распространению короткометражного фильма «Дух Рождества» Мэтта Стоуна и Трея Паркера, таким образом способствовав зарождению мультсериала «Южный парк».
Грэден — открытый гей. В апреле 2007 года он был назван журналом Out в числе 10 самых влиятельных гомосексуалистов в Америке.